# Pléiades Neo
Bei Pléiades Neo handelt(e) es sich um vier baugleiche Erdbeobachtungssatelliten mit einer räumlichen Auflösung von bis zu 30 cm. Die spektrale Aufnahmefähigkeit der Kamera auf den Satelliten umfasst die Bänder Tiefblau, blau, grün, rot, nahinfrarot und panchromatisch.

## Satelliten
| Satellit       | Startdatum (UTC)        | Trägerrakete | Startplatz  | NSSDC ID  | Orbit                               | Bemerkungen            |
| -------------- | ----------------------- | ------------ | ----------- | --------- | ----------------------------------- | ---------------------- |
| Pléiades-Neo 3 | 29. April 2021 01:50    | Vega         | Kourou, ELV | 2021-034A | 630,3 km, 632,1 km, 97,9°, 97,2 min |                        |
| Pléiades-Neo 4 | 17. August 2021 01:47   | Vega         | Kourou, ELV | 2021-073E | 630,4 km, 632,0 km, 97,9°, 97,2 min |                        |
| Pléiades-Neo 5 | 21. Dezember 2022 01:47 | Vega-C       | Kourou, ELV | 2022-F07  | -                                   | Verlust nach Fehlstart |
| Pléiades-Neo 6 | 21. Dezember 2022 01:47 | Vega-C       | Kourou, ELV | 2022-F07  | -                                   | Verlust nach Fehlstart |